# John Wayles Eppes

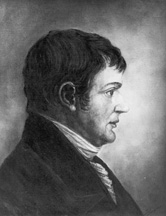
John Wayles Eppes

John Wayles Eppes (* 19. April 1773 in Eppington, Chesterfield County, Colony of Virginia; † 13. September 1823 im Buckingham County, Virginia) war ein US-amerikanischer Politiker (Demokratisch-Republikanische Partei), der den Bundesstaat Virginia in beiden Kammern des Kongresses vertrat.
John Eppes war das jüngste Kind seiner Eltern und der einzige Sohn nach fünf Töchtern. Er besuchte die University of Pennsylvania in Philadelphia und machte 1786 seinen Abschluss am Hampden-Sydney College. Danach studierte er die Rechtswissenschaften, wurde 1794 in die Anwaltskammer aufgenommen und begann in Richmond als Jurist zu praktizieren. Im Oktober 1797 heiratete er seine Cousine Mary Jefferson, die Tochter des damaligen US-Vizepräsidenten und späteren Präsidenten Thomas Jefferson. Sie brachte drei Kinder zur Welt: eine tot geborene Tochter, den Sohn Francis, der später Präsident der University of Florida wurde, und die Tochter Martha. Zwei Monate nach deren Geburt im Februar 1804 starb Eppes' Ehefrau. Eppes ging im Jahr 1809 eine zweite Ehe ein, aus der zwei weitere Kinder hervorgingen.
Sein erstes politisches Mandat hatte Eppes von 1801 bis 1803 als Mitglied des Abgeordnetenhauses von Virginia inne. Am 4. März 1803 zog er als Vertreter des 16. Kongresswahlbezirks von Virginia ins Repräsentantenhaus der Vereinigten Staaten ein, wo er nach dreimaliger Wiederwahl bis zum 3. März 1811 verblieb. Danach verbrachte er zwei Jahre auf seiner Plantage „Milbrook“, ehe er für eine zweijährige Amtsperiode in den Kongress zurückkehrte. Unter anderem führte er dort zeitweise den Vorsitz im Committee on Ways and Means.
1814 trat Eppes zur Wiederwahl an, unterlag jedoch John Randolph of Roanoke, der ihn dann am 4. März 1815 als Abgeordneter ablöste. 1815 wurde er in den US-Senat gewählt, trat das Amt aber nicht an. 1816 wurde er erneut in den Senat gewählt und vertrat Virginia ab 1817 als Senator im Kongress. Er übernahm dort den Vorsitz im Finanzausschuss, legte sein Mandat aber bereits am 4. Dezember 1819 aus gesundheitlichen Gründen nieder. Eppes verbrachte seine letzten Lebensjahre auf seiner Plantage im Buckingham County, wo er im September 1823 starb. Er wurde auf dem Familienfriedhof nahe Curdsville beigesetzt.